# Alconera
Alconera je španělská obec situovaná v provincii Badajoz (autonomní společenství Extremadura).

## Poloha
Alconera je situována v okolí Zafry, ve směru na město Burguillos del Cerro. Od města Badajoz je vzdálena 85 km a nachází se v okrese Zafra - Río Bodión a soudním okrese Zafra. Nachází se zde barokní kostel zasvěcený Svatému Petrovi.

## Historie
V roce 1834 se obec stává součástí soudního okresu Zafra. V roce 1842 obec čítá 168 domácností a 650 obyvatel.

## Odkazy

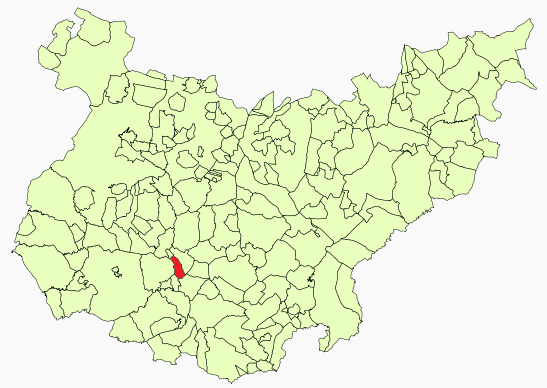
Poloha obce v provincii Badajoz

## Demografie
| Populace obce Alconera z let (1842–2010) | Populace obce Alconera z let (1842–2010) | Populace obce Alconera z let (1842–2010) | Populace obce Alconera z let (1842–2010) | Populace obce Alconera z let (1842–2010) | Populace obce Alconera z let (1842–2010) | Populace obce Alconera z let (1842–2010) | Populace obce Alconera z let (1842–2010) | Populace obce Alconera z let (1842–2010) | Populace obce Alconera z let (1842–2010) | Populace obce Alconera z let (1842–2010) | Populace obce Alconera z let (1842–2010) | Populace obce Alconera z let (1842–2010) | Populace obce Alconera z let (1842–2010) | Populace obce Alconera z let (1842–2010) | Populace obce Alconera z let (1842–2010) | Populace obce Alconera z let (1842–2010) | Populace obce Alconera z let (1842–2010) |
| ---------------------------------------- | ---------------------------------------- | ---------------------------------------- | ---------------------------------------- | ---------------------------------------- | ---------------------------------------- | ---------------------------------------- | ---------------------------------------- | ---------------------------------------- | ---------------------------------------- | ---------------------------------------- | ---------------------------------------- | ---------------------------------------- | ---------------------------------------- | ---------------------------------------- | ---------------------------------------- | ---------------------------------------- | ---------------------------------------- |
| 1842                                     | 1857                                     | 1860                                     | 1877                                     | 1887                                     | 1897                                     | 1900                                     | 1910                                     | 1920                                     | 1930                                     | 1940                                     | 1950                                     | 1960                                     | 1970                                     | 1981                                     | 1991                                     | 2001                                     | 2010                                     |
| 650                                      | 936                                      | 861                                      | 1 014                                    | 1 116                                    | 1 085                                    | 1 143                                    | 1 241                                    | 1 354                                    | 1 485                                    | 1 511                                    | 1 639                                    | 1 304                                    | 1 143                                    | 850                                      | 779                                      | 729                                      | 728                                      |